# Mustikkasaari (ö i Norra Savolax, Varkaus, lat 62,32, long 27,97)
Mustikkasaari är en ö i Finland. Den ligger i sjön Unnukka och i kommunen Varkaus i den ekonomiska regionen  Varkaus ekonomiska region  och landskapet Norra Savolax, i den sydöstra delen av landet, 290 km nordost om huvudstaden Helsingfors. Öns area är 2,1 hektar och dess största längd är 380 meter i sydöst-nordvästlig riktning.